# Oedipina nica
Espèce
Oedipina nica est une espèce d'urodèles de la famille des Plethodontidae.

## Répartition
Cette espèce endémique du Nicaragua. Elle se rencontre de 1 360 à 1 660 m d'altitude dans le département de Jinotega.

## Publication originale
- Sunyer, Wake, Townsend, Travers, Rovito, Papenfuss, Obando & Köhler, 2010 : A new species of worm salamander (Caudata: Plethdontidae: Oedipina) in the subgenus Oeditriton from the highlands of northern Nicaragua. Zootaxa, no 2613, p. 29-39.